# Pierre II (empereur de Russie)
Pour les articles homonymes, voir Pierre II.
Pierre II de Russie, né le 12 octobre 1715 (23 octobre dans le calendrier grégorien) et mort le 19 janvier 1730 (30 janvier dans le calendrier grégorien), est empereur de Russie du 17 mai 1727 jusqu'à sa mort.

## Biographie
Fils d'Alexis Petrovitch de Russie (1690-1718) (premier tsarévitch, fils de Pierre 1er et d'Eudoxie Lopoukhine) et de Charlotte-Christine de Brunswick-Lunebourg (1694-1715) (sœur cadette d'Élisabeth-Christine, épouse de Charles VI).

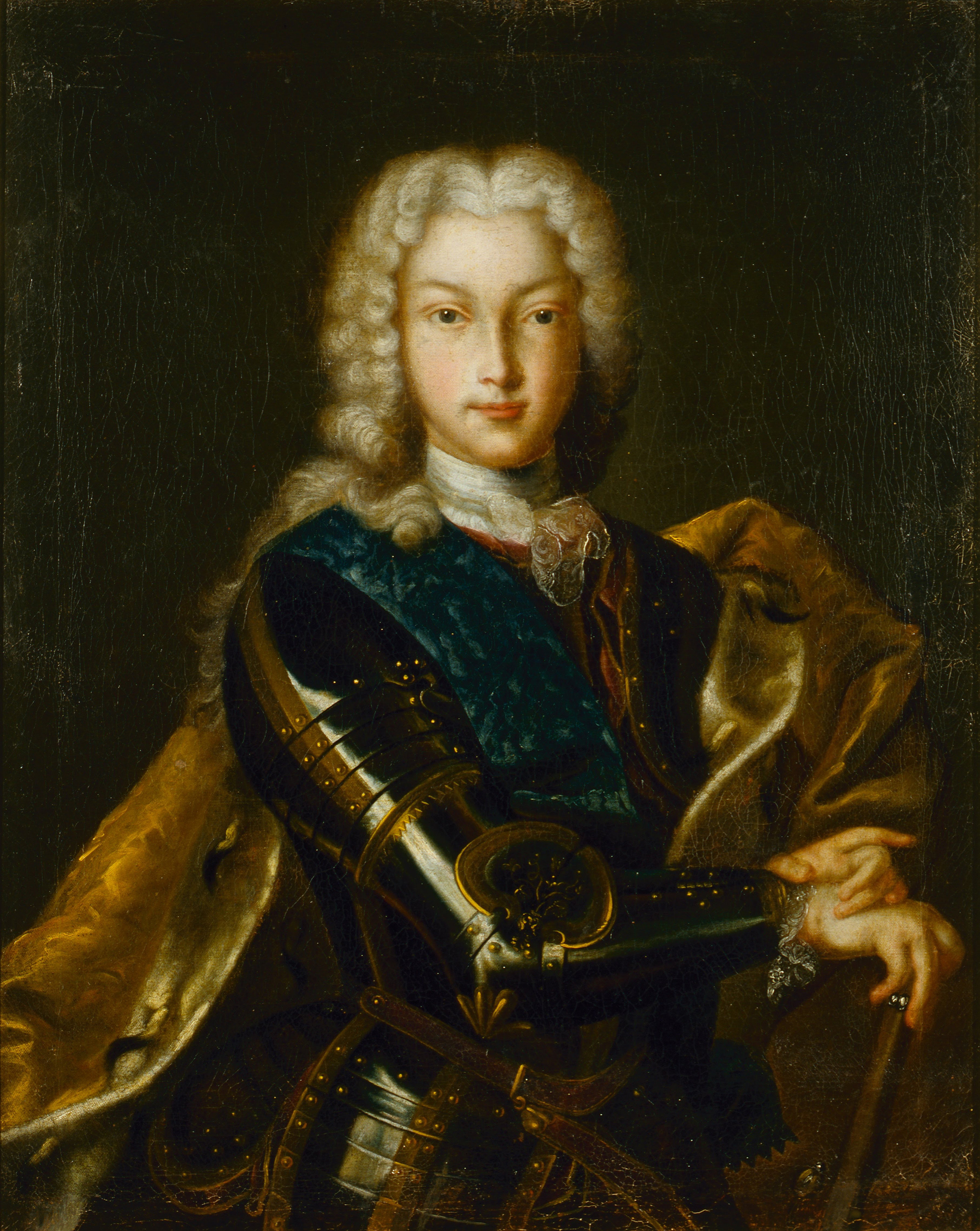
Portrait de Pierre II de Russie.

Désigné comme héritier du trône par Catherine Ire, Pierre II devient empereur le 8 mai 1727. Trop jeune pour gouverner personnellement, il laisse le pouvoir aux mains de la famille Dolgorouki, qui prend le contrepied de la politique menée par Pierre Ier et Catherine Ire. Pierre II passe, quant à lui, sous l'autorité d'Alexandre Danilovitch Menchikov, ancien conseiller et ami de Pierre le Grand. 
Sous son règne, des mesures sont prises pour renforcer le contrôle de la magistrature, réglementer l'usage des billets de change, interdire au clergé le port des vêtements laïcs et renforcer le rôle du Sénat. 
Pierre II est couronné le 25 février 1728 à Moscou. Fiancé à Catherine Dolgourouki, il meurt de la petite vérole (variole) le 19 janvier 1730 (30 janvier dans le calendrier grégorien).
Avec Pierre II s'achève la lignée masculine des Romanov. Anne Ire, nièce de Pierre le Grand, est désignée pour lui succéder sur le trône de Russie.

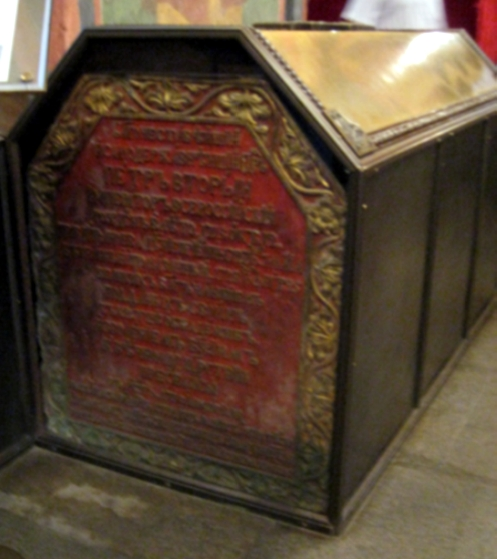
Tombeau de l'empereur Pierre II de Russie

## Distinctions
- Ordre de Saint-André :
- Ordre de Saint-Alexandre Nevski: